# دائرة أوستند
دائرة أوستند هي دائرة إدارية في بلجيكا، تتبع فلاندرز الغربية.

## التقسيمات الإدارية
- Bredene [الإنجليزية]‏
- De Haan, Belgium [الإنجليزية]‏
- Gistel [الإنجليزية]‏
- Ichtegem [الإنجليزية]‏
- Middelkerke [الإنجليزية]‏
- أوستند
- Oudenburg [الإنجليزية]‏.